# Pichanal
Pichanal é um município do departamento Orán a noroeste da província de Salta, na Argentina. Conecta-se com a rede rodoviária nacional através da Rodovia Nacional (RN 38).

## Economia
Pichanal é exportadora de pomelo, limão, manga, banana, pimentão verde, tomate, melão, batata, mandioca e outros gêneros agrícolas.